# گون
'
گَوَن (نام علمی: Astragalus) نام یک سرده از تیره باقلاییان است. گون‌ها گیاهانی یک‌ساله یا دائمی هستند. در ایران بیش از ۸۰۰ گونه گون می‌روید.
گون گیاهی است چندساله، که ارتفاع آن تا ۷۵ سانتیمتر می‌رسد. از خانواده باقلاییان که تولید مثل آن از طریق بذر صورت می‌گیرد. ساقه‌های رشد یافته آن به رنگ بنفش تیره‌است. برگ‌های آن مرکب از برگچه‌هایی است که به صورت متقابل به تعداد ۱۱ تا ۳۰ جفت در محور هر برگ قرار گرفته‌اند. گل‌های آن معمولاً به رنگ ارغوانی، گاهی آبی یا سفید بوده، نزدیک به انتهای شاخه‌های گل دهنده قرار دارند.
کتیرا محصول اصلی گیاه گون است. کتیرا عبارت است از، ترشحات صمغی خشک شده حاصل از گیاه آستراگالوس گومی فرا که آن را تحت عنوان گوم تراگاکانت یا گون می‌شناسند. گیاه مولد کتیرا گیاه کوچکی است به ارتفاع یک متر بومی آسیای صغیر، ایران، سوریه و یونان. در اثر خراش دادن ساقه گیاه جدار سلول‌های اشعه مرکزی و سلول‌های پارانشیمی با جذب آب به تدریج بدل به صمغ می‌شود، فشار تولید شده سبب رانده شدن صمغ به طرف شکاف می‌گردد. صمغ در مجاورت هوا در اثر تبخیر آب به تدریج سخت می‌گردد. شکل محصول خشک شده بستگی به نوع شکافی که بر روی ساقه ایجاد شده‌است دارد.

## گونه‌ها
- گون سفید Astragalus gossypinus
- گون قشلاقی Astragalus arpilobus
- گون گزی Astragalus brachycalyx
- انزروت Astragalus sarcocolla
- گون یزدی Astragalus issatissensis

## نگارخانه

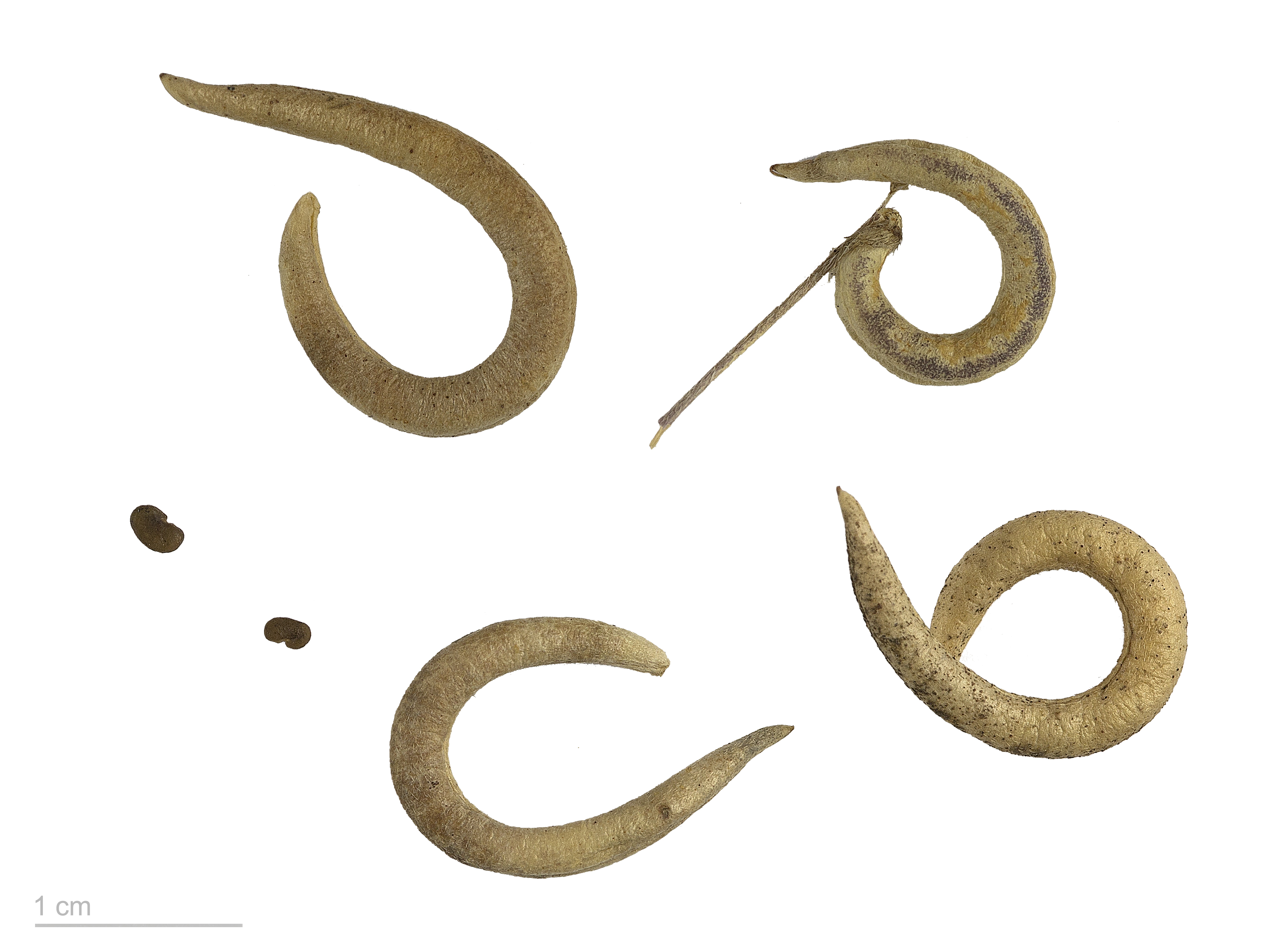
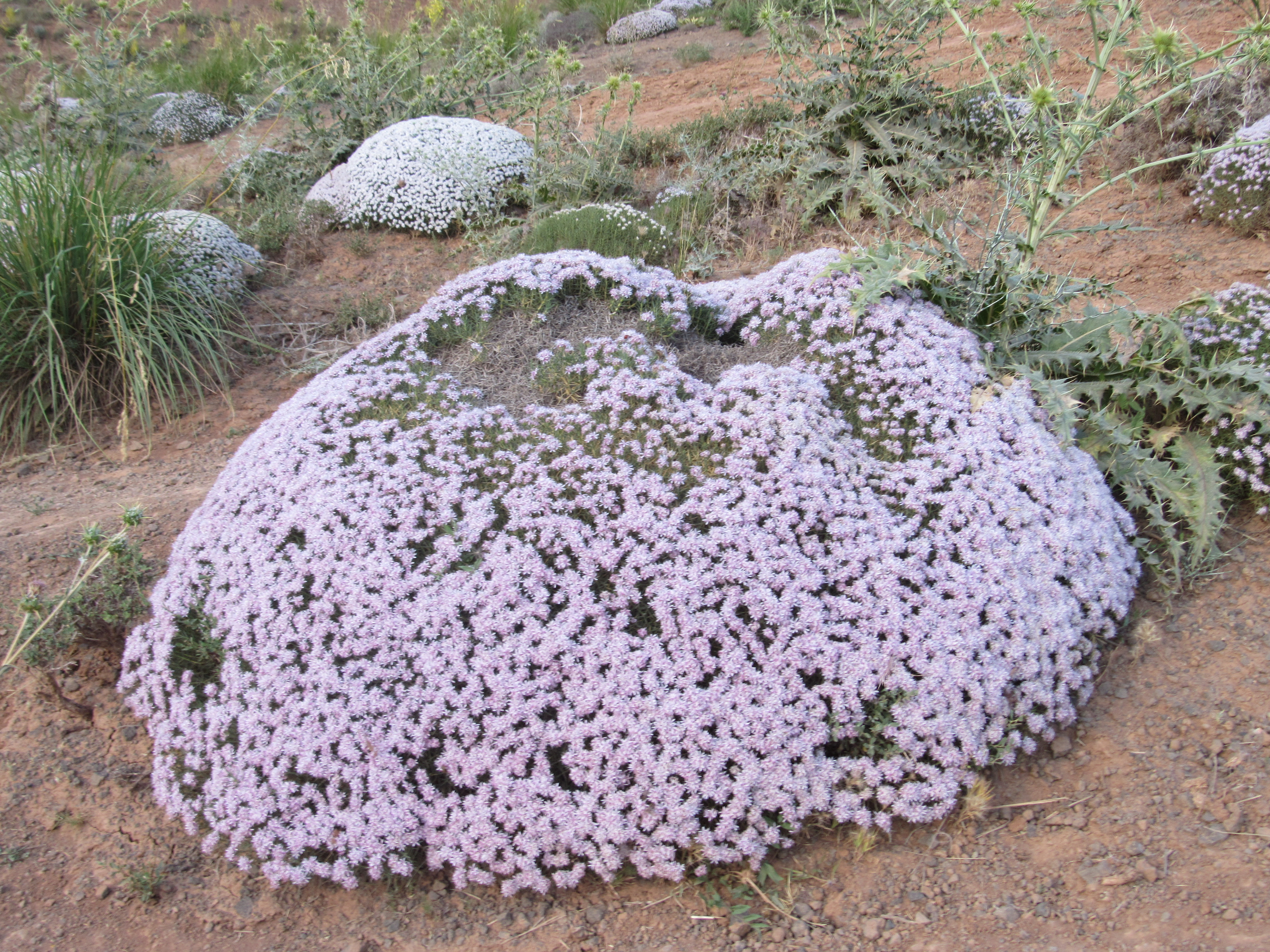
گل دهی گون در ارتفاعات روستای زالی
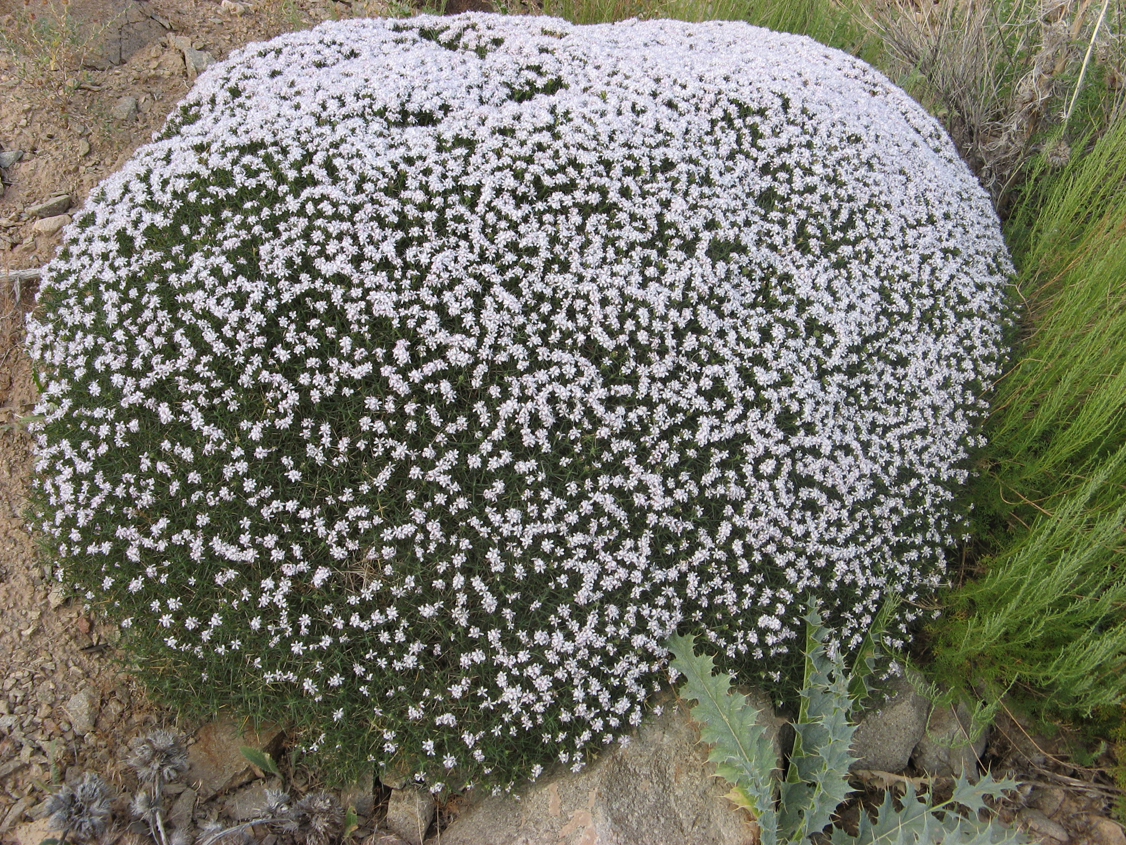
نمونه گون‌های روستای زالی
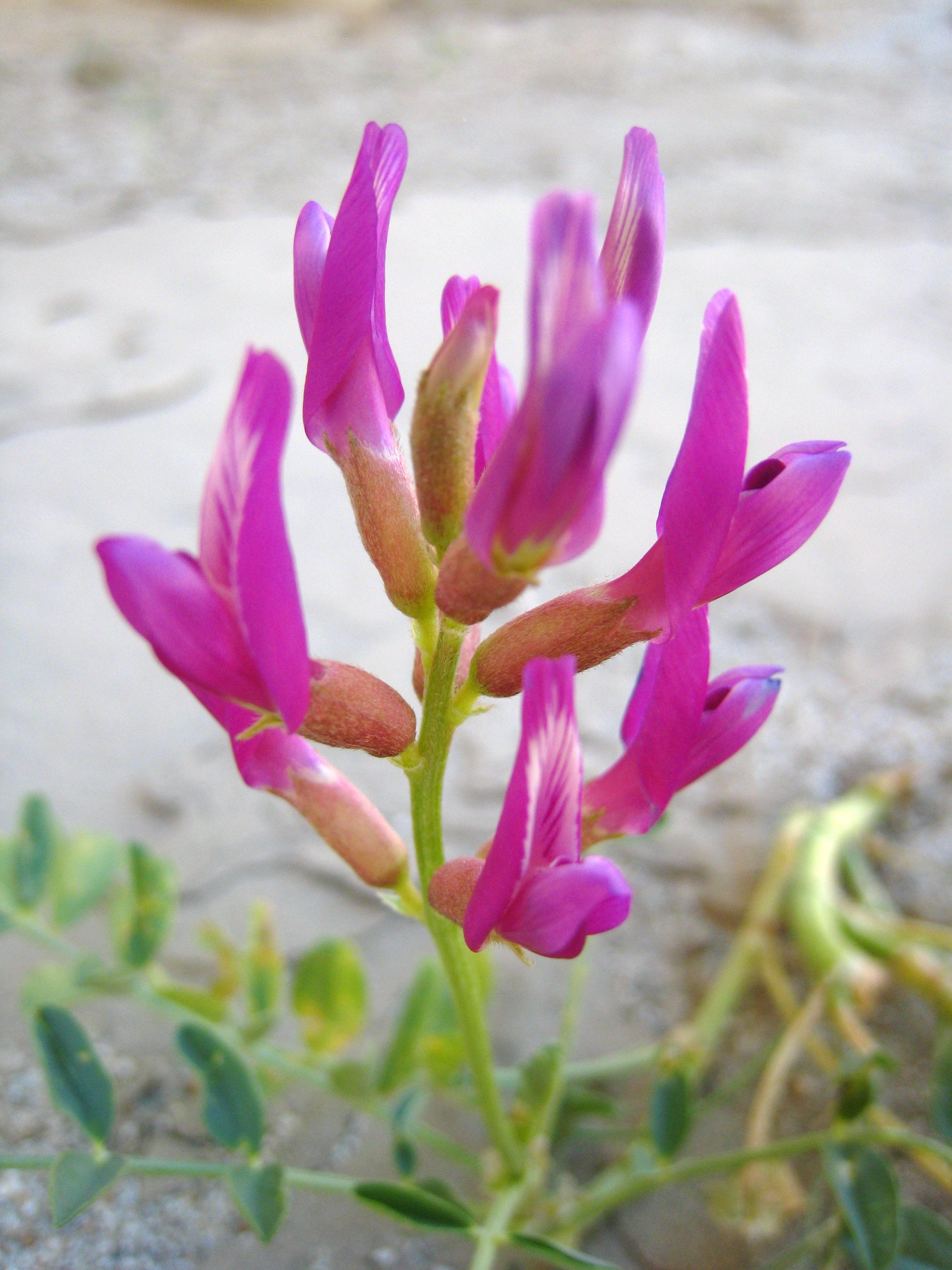
Astragalus lentiginosus var. borreganus
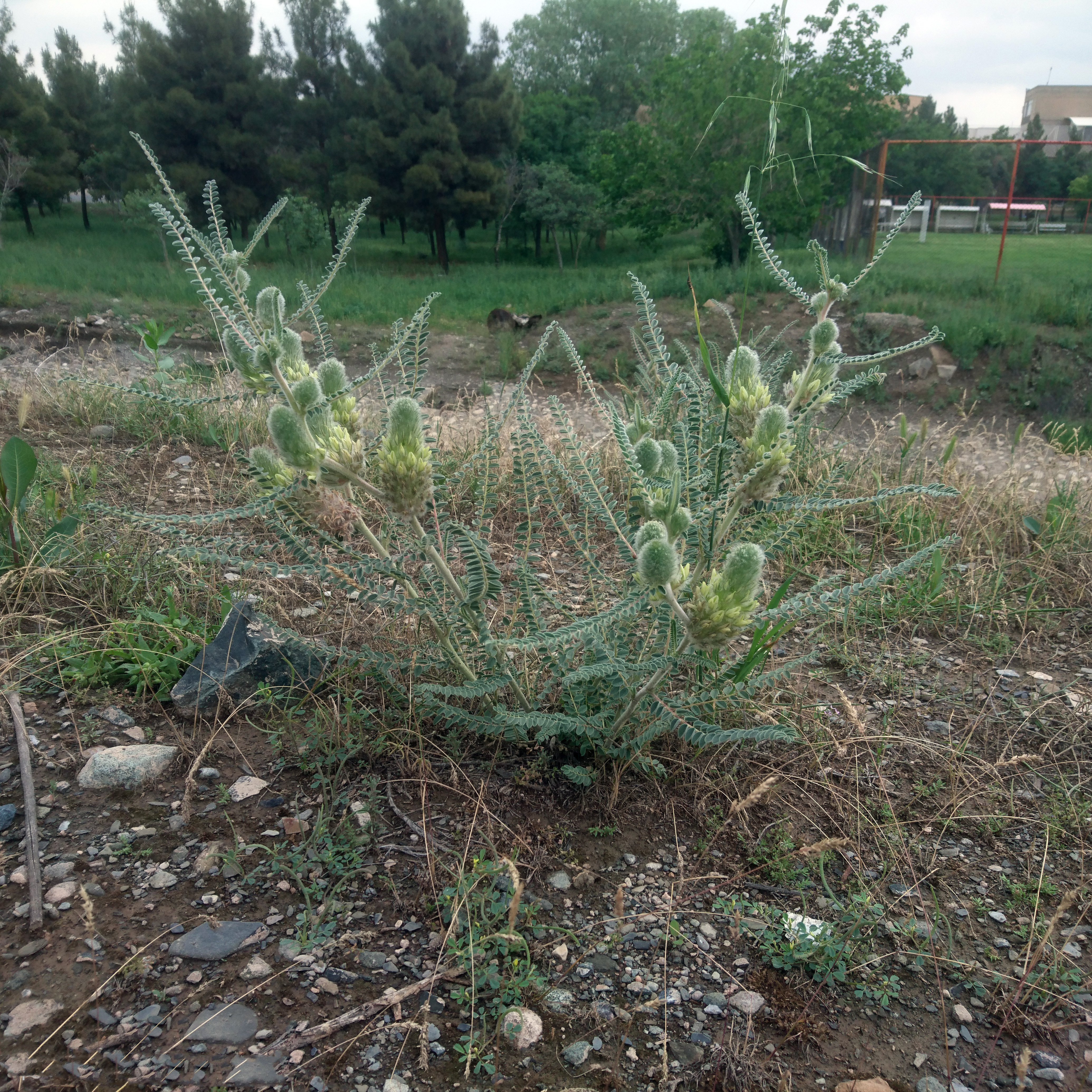
نوعی گون در مشهد
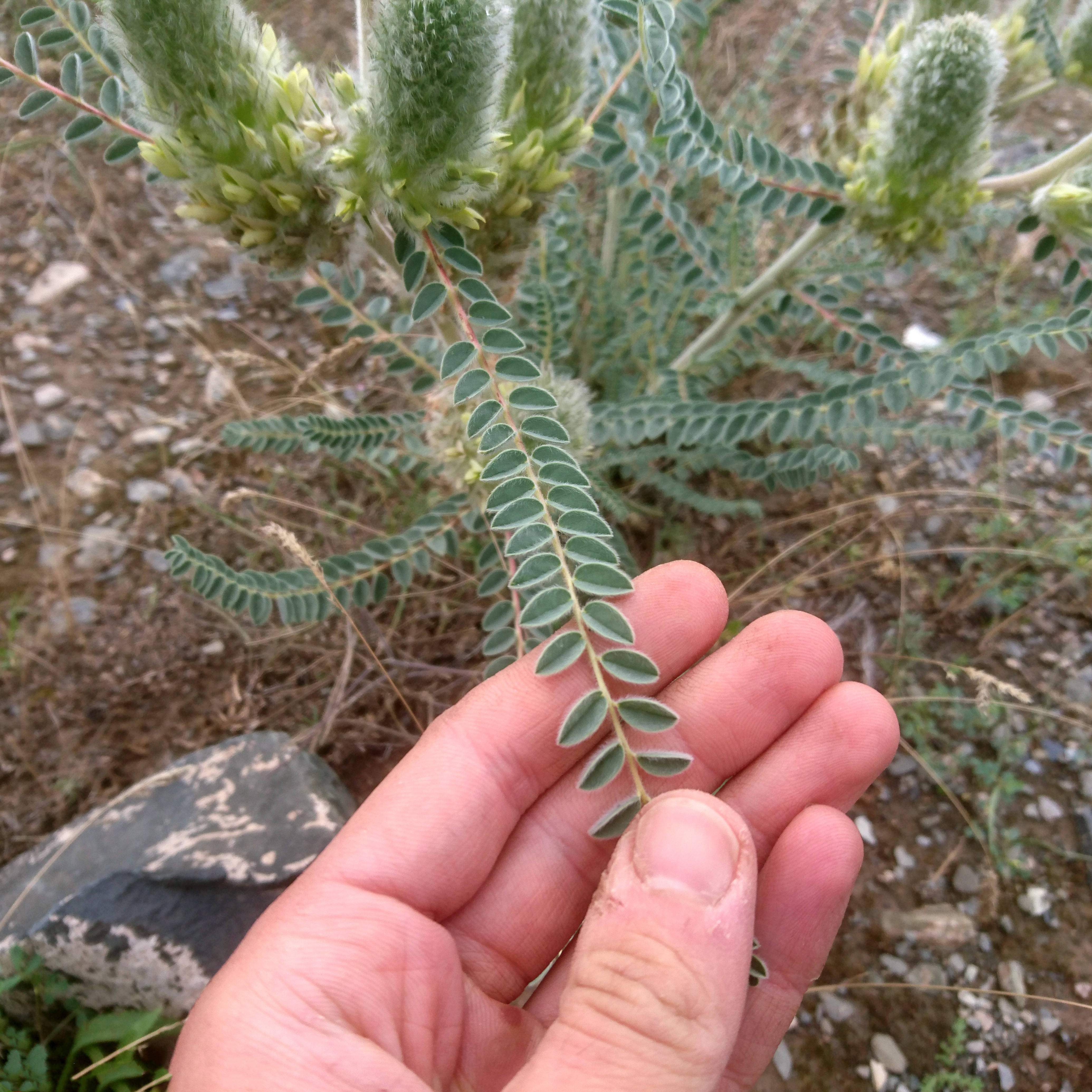
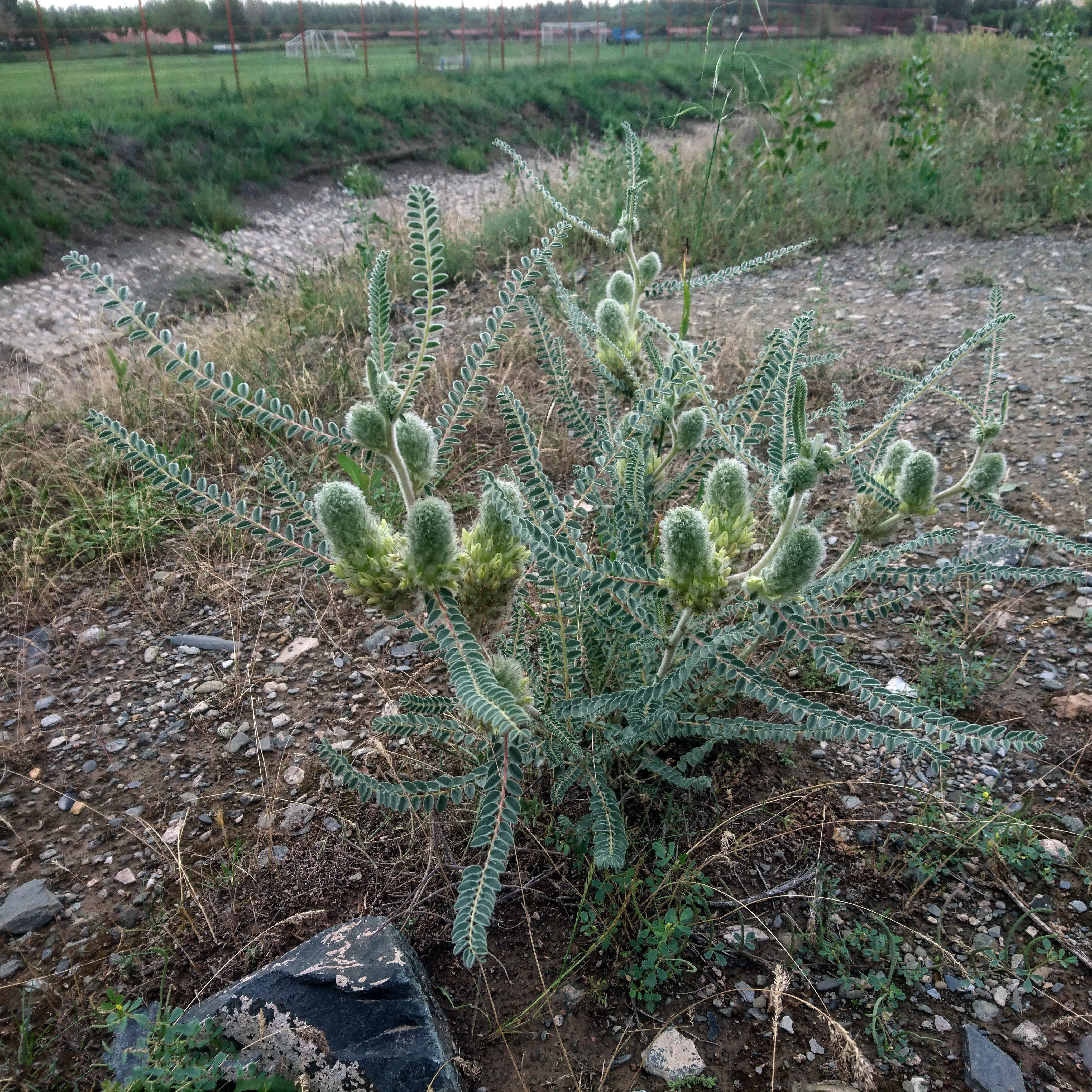
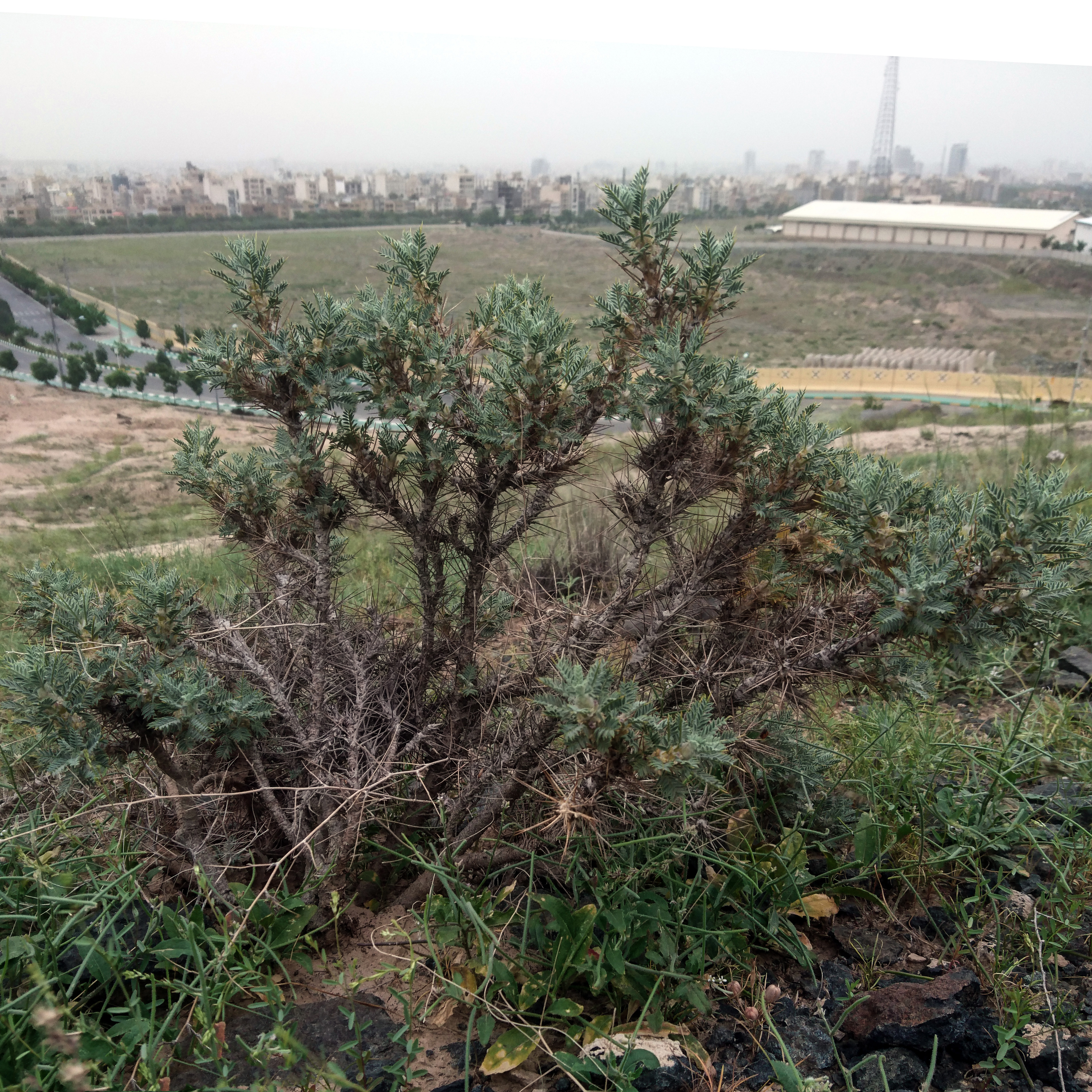
گونه ای دیگر در مشهد
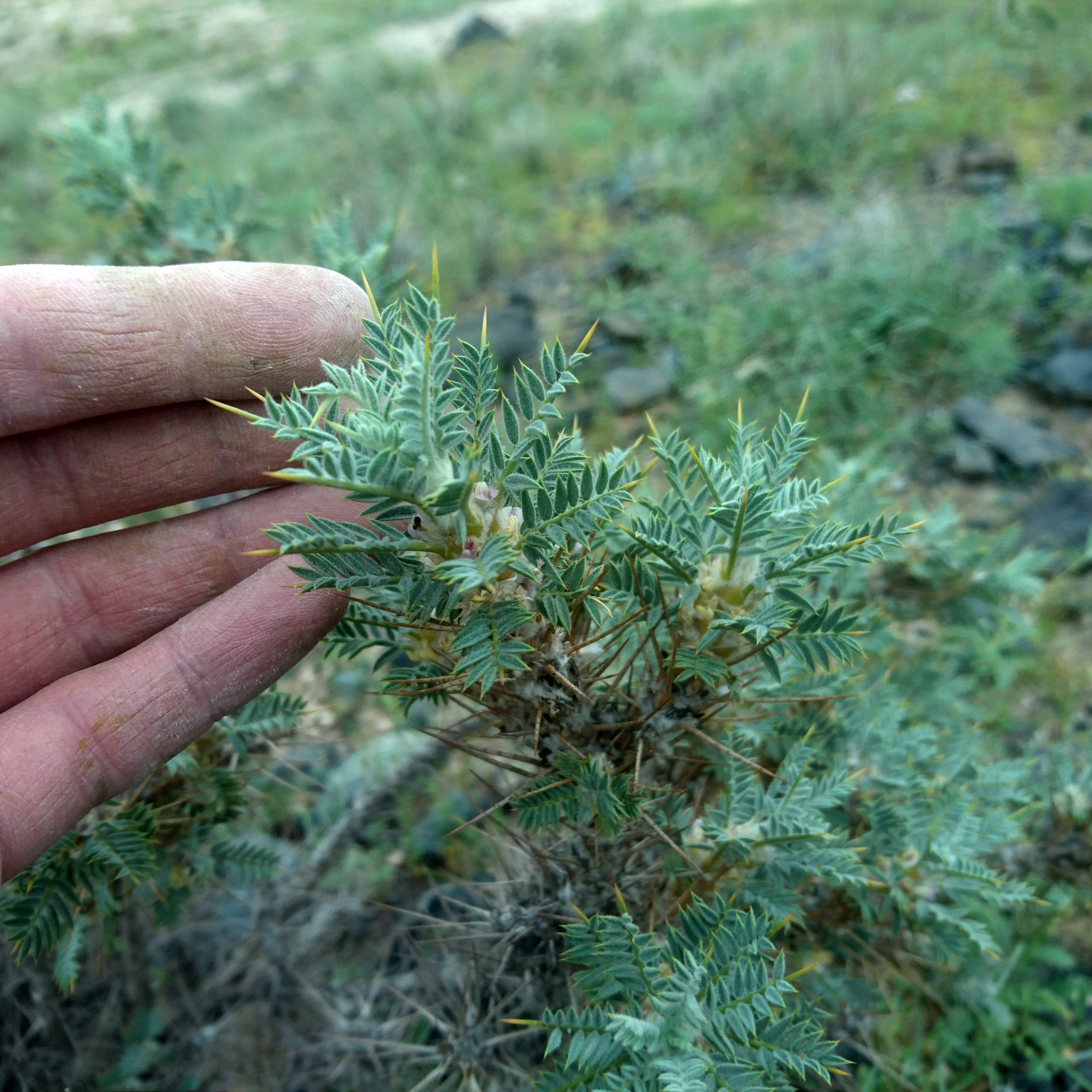
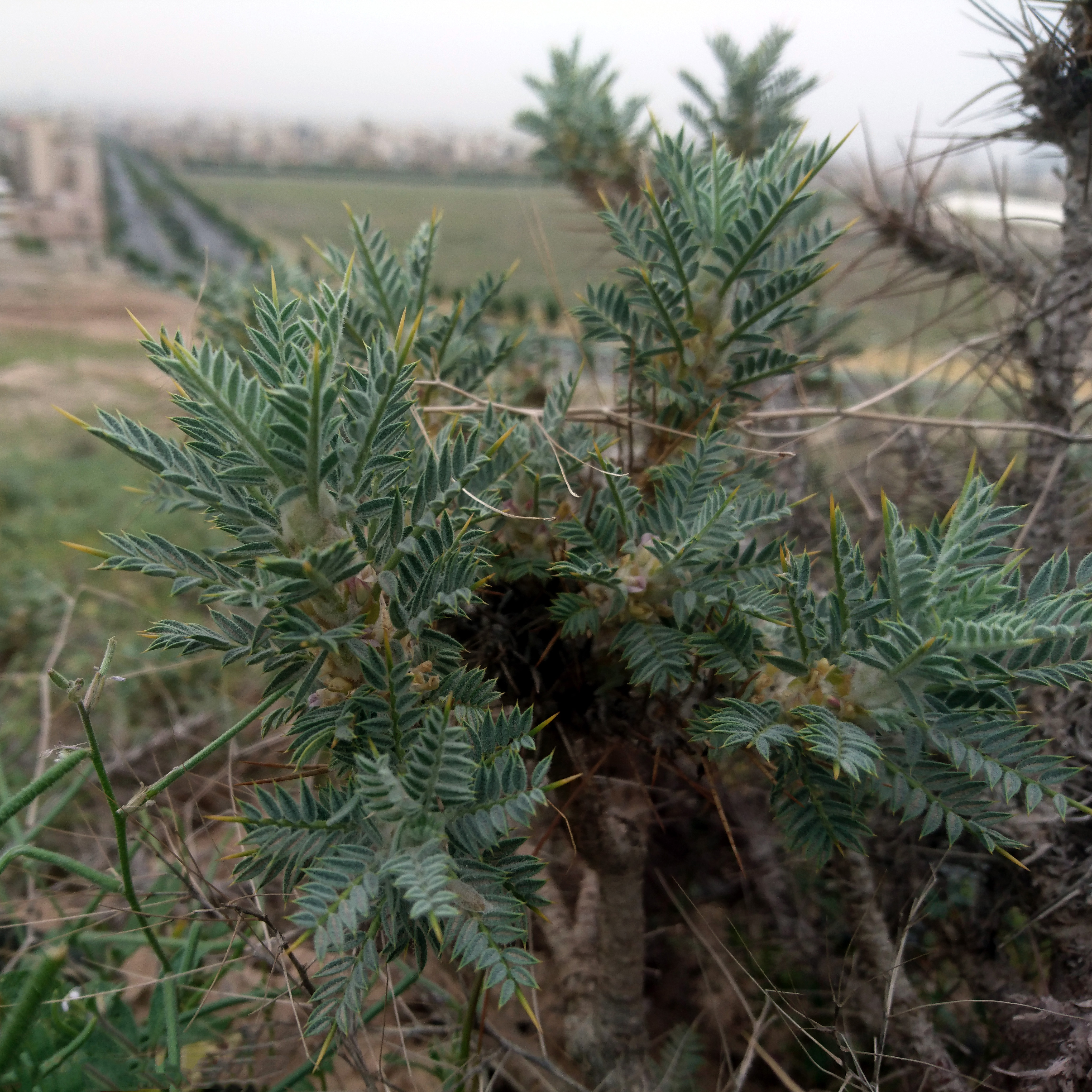
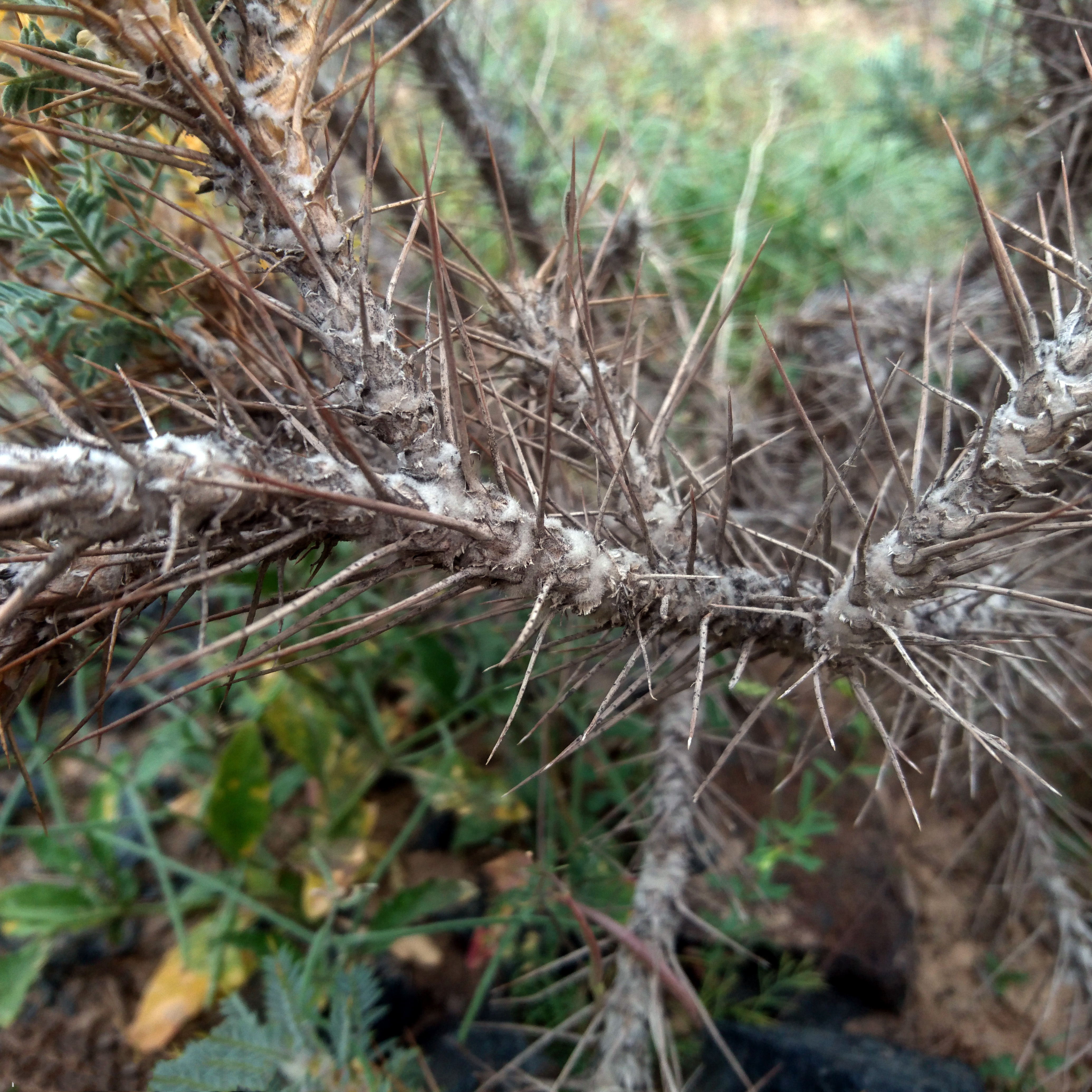
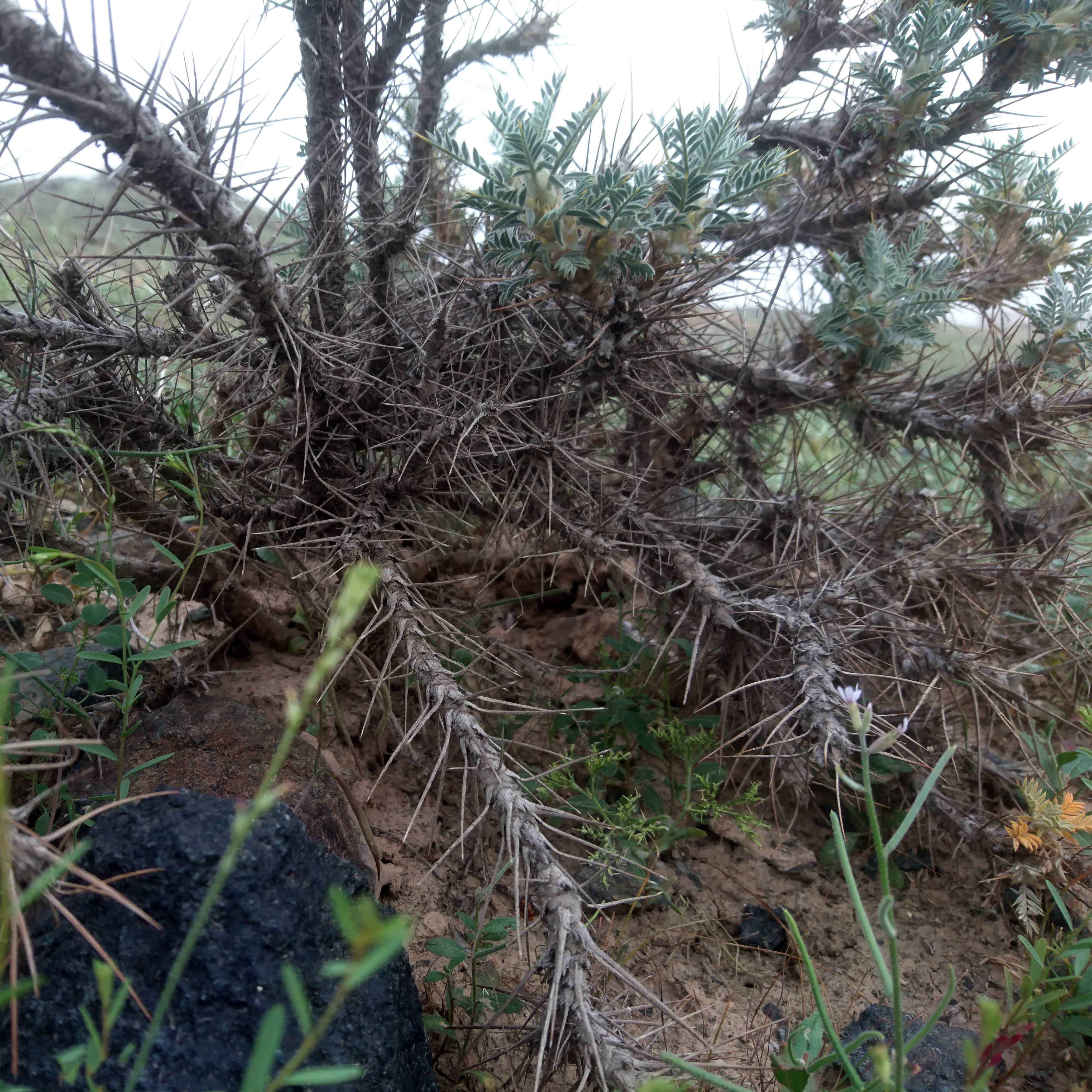
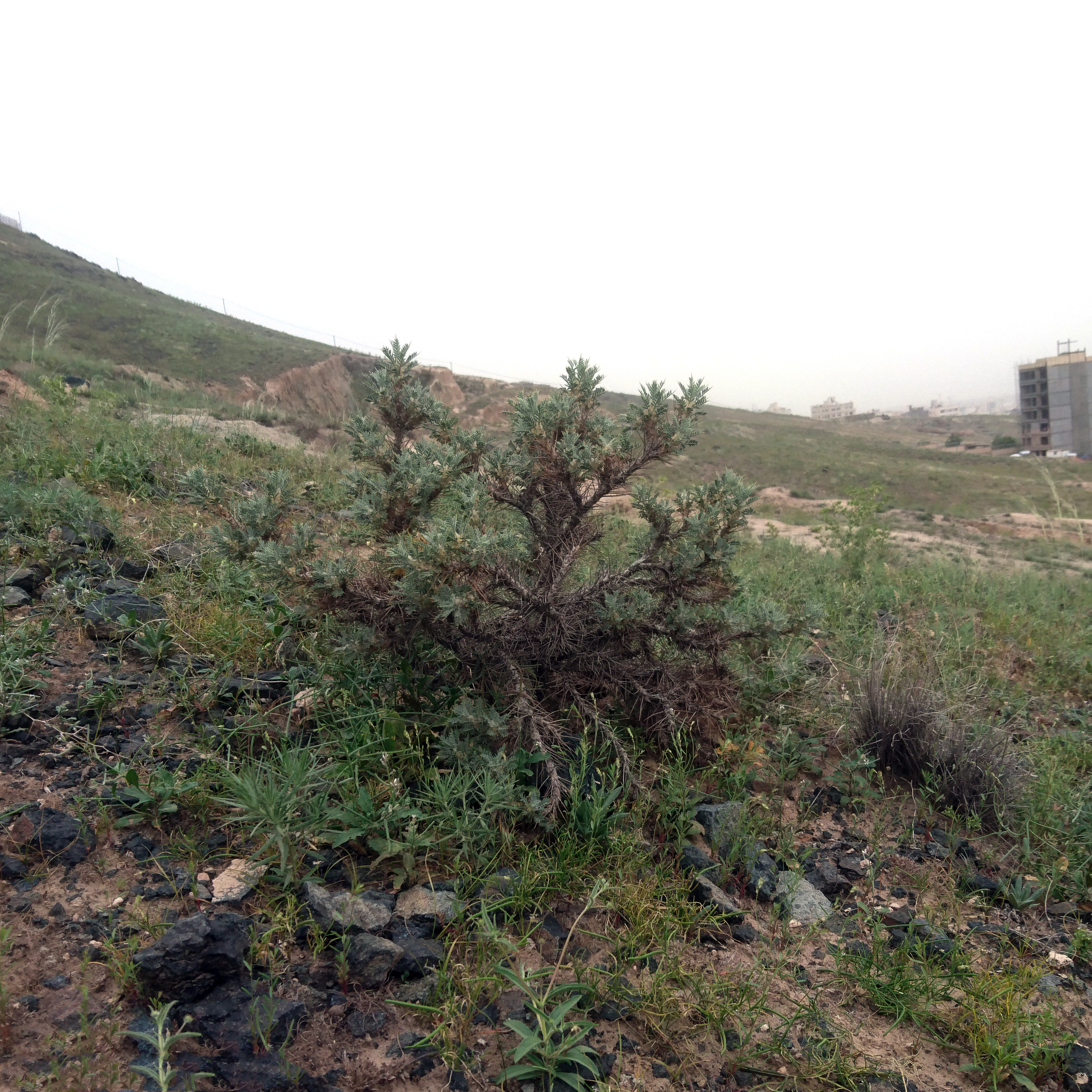